# Nat Ma Taung
Nat Ma Taung (em língua birmanesa: နတ်မတောင်), também conhecido como monte Victoria, Khaw-nu-soum ou Khonuamthung, é uma montanha de Mianmar com 3070 m de altitude. Situa-se no estado de Chim e é o ponto mais alto do estado.
Pertencente a uma parte dos montes Chin designada cordilheira Arakan, esta montanha está integrada no Parque Nacional Nat Ma Taung (နတ်မတောင်အမျိုးသားဥယျာဉ်), que ocupa uma área de 720 km², e que foi fundado em 1994 com o intuito de proteger a montanha e o seu ecossistema. O parque está desde 2014 na lista de candidados a integrar a lista de património mundial da UNESCO.

## Ecologia
O Nat Ma Taung define uma região onde a flora e a fauna em altitudes superiores são dramaticamente diferentes das que se encontram mais abaixo. As florestas incluem áreas sempre verdes de colinas, florestas decíduas mistas superiores húmidas, florestas de pinheiros (acima de 2700 m) e savanas. O ecossistema alpino exclusivo de Nat Ma Taung consiste em nada menos que 159 espécies de aves, enquanto répteis, borboletas e uma variedade de plantas raras coexistem nas suas encostas.

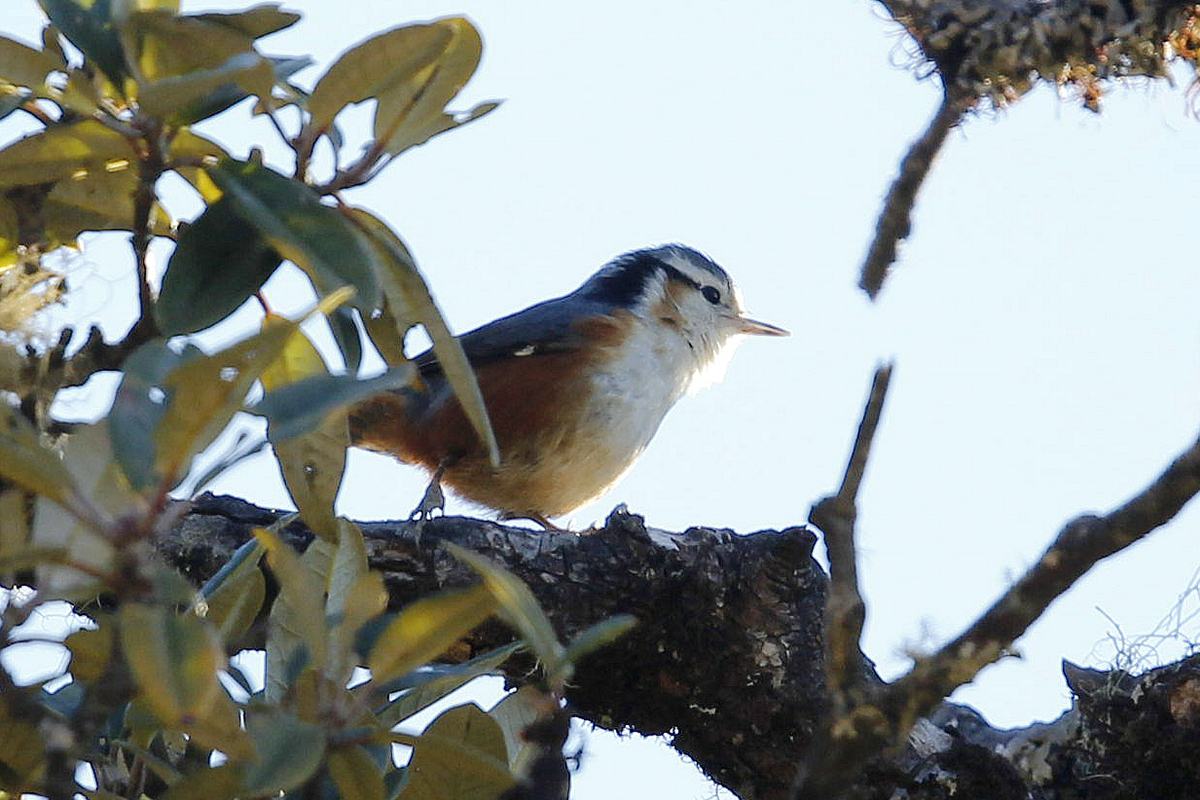
Um trepador-birmanês (Sitta victoriae), espécie endémica do Nat Ma Taung.

A montanha conta com muitas espécies de aves, entre elas uma espécie de ave endémica, o trepador-birmanês  (Sitta victoriae). A floresta está completamente eliminada até aos 2000 m de altitude, e os habitats restantes, entre os 2000 m e os 2500 m, estão fortemente degradados. Cerca de 12 000 pessoas vivem na área do parque nacional do Nat Ma Taung, e as queimadas agravam a situação da espécie. A população, estimada em alguns milhares de indivíduos, está em declínio permanente.

## Turismo
A melhor época para visitar a montanha é entre os meses de novembro e março, quando o tempo está no seu melhor. Não é recomendável chegar perto das áreas montanhosas durante a estação chuvosa, de maio a outubro.
O aeroporto mais próximo do Monte Victoria/Nat Ma Taung e do Parque Nacional homónimo é Bagan Nyaung U, que fica a 8 horas de carro; devido à dificuldade de acesso ao parque nacional por transporte público, a maioria das pessoas escolhe fazer uma visita guiada a partir da área de Bagan.